# Seznam gora v Karavankah
Abecedni seznam gora v Karavankah:
- Begunjska Vrtača, 1991 m
- Begunjščica, 2060 m
- Belska planina (Svečica), 1700 m
- Dovška Baba, 1891 m
- Dovška Mala Kepa, 2077 m
- Golica, 1835 m
- Gubno, 2035 m
- Hrašenska planina, 1670 m
- Hruški vrh, 1776 m
- Kamnica, 1742 m
- Kepa, 2143 m
- Kladivo, 2094 m
- Klek, 1753 m
- Kofce gora, 1967 m
- Košuta (Veliki vrh), 2088 m
- Košutica, 1968 m
- Košutnikov turn, 2133 m
- Kresišče, 1839 m
- Mala Košuta, 1740 m
- Maloško poldne, nem. Mallestiger Mittagskogel, 1801 m
- Malo Kladivo, 2036 m
- Mojstrovica, 1816 m
- Na Možeh, 1680 m
- Obir (Hochobir / Ojstrc), 2139 m
- Olševa, nem. Ouschewa, 1.929 m
- Ovčji vrh (Kosiak / Kozjak), 2024 m
- Palec, 2026 m
- Peca, 2113 m
- Peč – Tromeja, 1510 m
- Pečovnik, 1640 m
- Planina Dovška Rožca, 1650 m
- Planina Korošica, 1554 m
- Planina zgornja Dolga njiva, 1580 m
- Plešivec (1801 m; južno od vzhodnega dela Košute)
- Potoški Stol, 2014 m
- Ptičji vrh, 1550 m
- Roblekov dom na Begunjščici, 1657 m
- Rožca, 1587 m
- Srednji vrh nad Završnico, 1796 m
- Stegovnik, 1691 m
- Stol, 2236 m
- Struška, 1944 m
- Škrbina (gora), 1869 m
- Tolsta Košuta - Vzhodni vrh, 2057 m
- Tolsta Košuta - Zahodni vrh, 2026 m
- Toplar, 2000 m
- Trupejevo poldne, 1931 m
- Uršlja gora/Plešivec (1699 m)
- Vajnež, 2104 m
- Veliki vrh (Košuta), 2088 m
- Visoki vrh, 1828 m
- Vošca, 1737 m
- Vrtača, 2181 m
- Žleb (Suho ruševje), 1916 m